# 商奄
商奄，又称奄国，先秦方国，都城为奄（今山东济宁曲阜旧城东），疆域可能与后来的鲁国相近。因参与周初的三监之乱，灭于周公东征，周公旦封伯禽于奄国故地，建立鲁国；部分奄人南迁复国继续反周，并在失败后不断南迁，最终在春秋中期偏晚时被吳国所灭。
奄曾为商朝国都，《古本竹书纪年》记载，南庚将商都从庇迁到奄，盘庚从奄迁到殷，加上其间的阳甲，奄作为国都共经历三位商王（约四十年）。
奄国国君姓氏主要有“嬴姓”和“子姓”两种说法。

## 历史
奄地在夏代时，就已经是一个强大东夷方国，商代中期大舉征伐東夷奄地一帶，在商王南庚時期把首都遷至奄。盘庚時再把國都從奄迁到殷，並在奄建立商人的方國，遂稱「商奄」，或「商蓋」，國君由南庚後人繼祀。周朝建立后，周王室的不断东征，商人国家陆续被灭，为管理各国遗民，在这些国家的旧址建立了一批封国，其中奄国故地成为周公旦之子伯禽的封地，建立鲁国。
周成王灭奄国后，部分奄人的去向：
1. 部分奄人被周王朝迁往秦地，成为秦国的先民。清华简整理的《繫年》有记载表明商奄为秦人的来源地[1][2]。
2. 部分奄人继续南迁，越过长江，在春秋中期偏晚时被吳国所灭[3]。

## 典籍记载

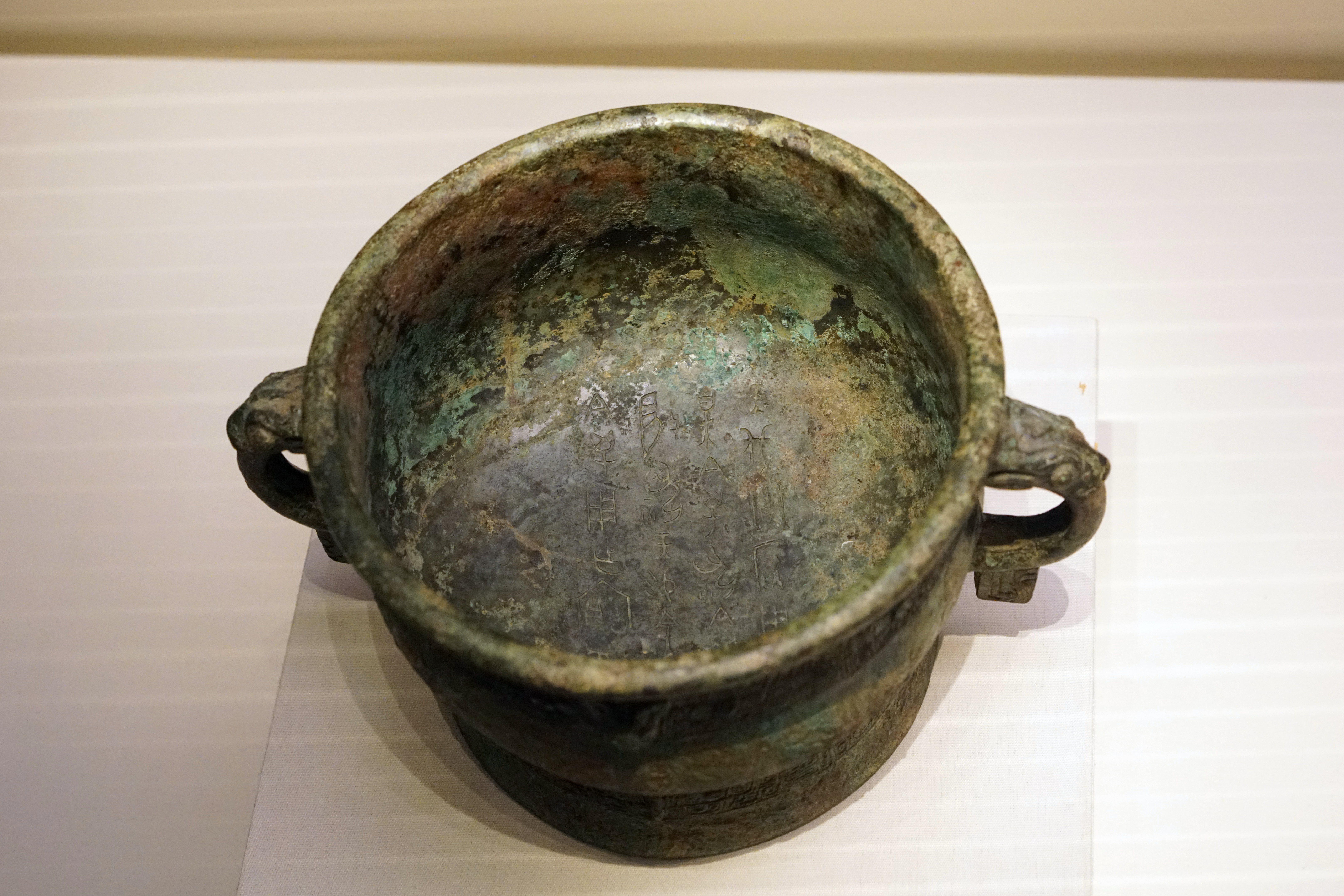
“禽”青铜㲃，内底铭文记载周成王伐奄侯之事，奄曾在周初参加叛乱

- 周成王伐奄於《竹書紀年·成王》中寫道「二年，奄人、徐人，及淮夷，入于邶以叛。秋，大雷電以風，王逆周文公于郊。遂伐殷。」「三年，王師滅殷，殺武庚祿父，遷殷民于衛。遂伐奄。滅蒲姑。」「四年春正月，初朝于廟。夏四月，初嘗麥。王師伐淮夷。遂入奄。」「五年春正月，王在奄，遷其君于蒲姑。夏五月，王至，自奄遷殷民于洛邑。遂營成周。」
- 《尚書·周書·多士》「王曰：「多士，昔朕來，自奄，予大降爾四國民命。我乃明致天罰，移爾遐逖。比事臣我宗多遜。」」
- 《尚書·周書·蔡仲之命》「成王東伐淮夷，遂踐奄，作《成王政》。」《尚書·周書·蔡仲之命》有「成王既踐奄，將遷其君於蒲姑，周公告召公，作《將蒲姑》。」
- 《尚書·周書·多方》「成王歸自奄，在宗周，誥庶邦，作《多方》。」「惟五月丁亥，王來，自奄至于宗周。」
- 《尚書·周書·立政》「嗚呼！其在受德暋，惟羞刑暴德之人，同于厥邦；乃惟庶習逸德之人，同于厥政。帝欽罰之，乃伻。我有夏式商受，命奄甸，萬姓。」

## 相关文物
- 禽簋，现藏于国家博物馆，4行34字，记述周公东征之事：“王伐奄侯，周公谋，禽祝，禽有脤祝。王赐金百锊，禽用作宝彝”。